# Куль-Кункас
Куль-Кункас (баш. Кул-Ҡуңхаҫ) — село в Миякинском районе Республики Башкортостан Российской Федерации. Входит в состав Карановского сельсовета.

## География

### Географическое положение
Находится на правом берегу реки Дёмы.
Расстояние до:
- районного центра (Киргиз-Мияки): 40 км,
- центра сельсовета (Каран-Кункас): 4 км,
- ближайшей ж/д станции (Аксёново): 38 км.

## Население
| 2002 | 2009 | 2010 |
| ---- | ---- | ---- |
| 243  | ↗267 | ↘209 |

Национальный состав
Согласно переписи 2002 года, преобладающая национальность — башкиры (99 %).